# Cultura di Pazyryk

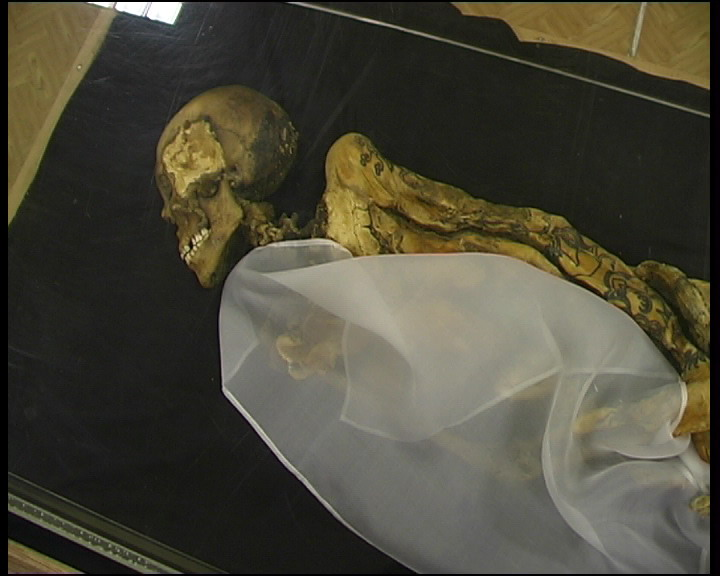
La Vergine del ghiaccio siberiano

La cultura di Pazyryk è stata una cultura dell'età del ferro dei monti Altaj, identificata grazie alla scoperta di reperti e resti umani mummificati nel permafrost. Le mummie erano sepolte nei caratteristici kurgan (lunghi tumuli), simili ai tumuli funerari della cultura scita occidentale, nell'odierna Ucraina. I siti tipo sono le sepolture Pazyryk dell'altopiano di Ukok. Molti reperti e diversi resti umani sono stati rinvenuti in questo sito, inclusa la Vergine del ghiaccio siberiano, indicativi del fiorire di una ricca cultura nella zona, beneficiata dalla presenza di diverse vie del commercio e carovane mercantili. È stato ipotizzato che gli uomini della cultura di Pazyryk avessero uno stile di vita prettamente guerriero.
Kurgan di altri siti sono stati associati alla cultura di Pazyryk, compresi quelli di Bashadar, Tuekta, Ulandryk, Polosmak e Berel. Non essendo finora conosciuti siti ed insediamenti attribuiti a questa cultura, si ritiene che conducessero uno stile di vita puramente nomade.